# Up Cerne
Up Cerne lub Upcerne – wieś w Anglii, w hrabstwie Dorset, w dystrykcie (unitary authority) Dorset. Leży 14 km na północ od miasta Dorchester i 182 km na południowy zachód od Londynu. W 2001 civil parish liczyła 10 mieszkańców. Up Cerne jest wspomniana w Domesday Book (1086) jako Obcerne.